# Robert Korzeniowski
Robert Korzeniowski (n. 30 iulie 1968, Lubaczów, voievodatul Subcarpatia, Polonia) este un fost atlet polonez, specializat în probele de marș. Este laureat cu patru medalii de aur olimpice.

## Carieră
Sportivul a participat de patru ori la Jocurile Olimpice, la edițiile din 1992, 1996, 2000 și 2004. A cucerit aurul la 50 km marș la Atlanta 1996, Sydney 2000 și Atena 2004. În plus, a câștigat și la 20 km marș la Jocurile Olimpice de la Sydney.
De trei ori a fost campion mondial în proba de 50 km marș la Atena (1997), Edmonton (2001) și Paris (2003). La Campionatele Mondiale din 2003 a stabilit un nou record mondial cu timpul de 3:36:03. În 1998, la Budapesta, și în 2002, la München, a devenit, de asemenea, campion european.
În anul 2014 Robert Korzeniowski a fost inclus de către Asociația Internațională a Federațiilor de Atletism în Hall of Fame.

## Realizări
| An   | Competiție                               | Locație                    | Loc | Eveniment     | Note     |
| ---- | ---------------------------------------- | -------------------------- | --- | ------------- | -------- |
| 1987 | Campionatul European de Juniori (sub 20) | Birmingham, Marea Britanie | –   | 10.000 m marș | DS       |
| 1989 | Universiada                              | Duisburg, Germania de Vest | 6   | 20 km marș    | 1:26:10  |
| 1990 | Campionatul European                     | Split, Iugoslavia          | 4   | 20 km marș    | 1:23.47  |
| 1991 | Campionatul Mondial                      | Tokio, Japonia             | 10  | 20 km marș    | 1:21:32  |
| 1991 | Campionatul Mondial                      | Tokio, Japonia             | –   | 50 km marș    | NT       |
| 1992 | Jocurile Olimpice                        | Barcelona, Spania          | –   | 20 km marș    | NT       |
| 1992 | Jocurile Olimpice                        | Barcelona, Spania          | –   | 50 km         | DS       |
| 1993 | Campionatul Mondial în sală              | Toronto, Canada            | 2   | 5000 m marș   | 18:35,91 |
| 1993 | Universiada                              | Buffalo, Statele Unite     | 1   | 20 km marș    | 1:22:01  |
| 1993 | Campionatul Mondial                      | Stuttgart, Germania        | –   | 50 km marș    | DS       |
| 1994 | Campionatul European în sală             | Paris, Franța              | –   | 5000 m marș   | DS       |
| 1994 | Campionatul European                     | Helsinki, Finlanda         | –   | 20 km marș    | DS       |
| 1994 | Campionatul European                     | Helsinki, Finlanda         | 5   | 50 km marș    | 3:45:57  |
| 1995 | Campionatul Mondial                      | Göteborg, Suedia           | 3   | 50 km marș    | 3:45:57  |
| 1996 | Jocurile Olimpice                        | Atlanta, Statele Unite     | 8   | 20 km marș    | 1:21:13  |
| 1996 | Jocurile Olimpice                        | Atlanta, Statele Unite     | 1   | 50 km marș    | 3:43:30  |
| 1997 | Campionatul Mondial                      | Atena, Grecia              | 1   | 50 km marș    | 3:44:46  |
| 1998 | Campionatul European                     | Budapest, Ungaria          | 1   | 50 km marș    | 3:43:51  |
| 1999 | Campionatul Mondial                      | Sevilla, Spania            | –   | 50 km marș    | DS       |
| 2000 | Jocurile Olimpice                        | Sydney, Australia          | 1   | 20 km marș    | 1:18:59  |
| 2000 | Jocurile Olimpice                        | Sydney, Australia          | 1   | 50 km marș    | 3:42:22  |
| 2001 | Campionatul Mondial                      | Edmonton, Canada           | 1   | 50 km marș    | 3:42:08  |
| 2002 | Campionatul European                     | München, Germania          | 1   | 50 km marș    | 3:36:39  |
| 2003 | Campionatul Mondial                      | Paris, Franța              | 1   | 50 km marș    | 3:36:03  |
| 2004 | Jocurile Olimpice                        | Atena, Grecia              | 1   | 50 km marș    | 3:38:46  |

## Recorduri personale
| Probă               | Performanță | Dată              | Locație    |
| ------------------- | ----------- | ----------------- | ---------- |
| 20 km marș          | 1:18:22 RN  | 9 iulie 2000      | Hildesheim |
| 50 km marș          | 3:36:03 RN  | 27 august 2003    | Paris      |
| 5000 m marș în sală | 18:32,09 RN | 21 februarie 1993 | Spała      |